# Llista de topònims de la Pobla de Segur
Llista de topònims (noms propis de lloc) del municipi de La Pobla de Segur, al Pallars Jussà
Informació actualitzada per un bot. Els canvis manuals es perdran quan s'actualitzi!

## borda
| imatge | Nom                  | Ubicat a          | instància de | Detalls | coordenades                                                          | Protecció | Commons (més fotos) | Dades a WD                    |
| ------ | -------------------- | ----------------- | ------------ | ------- | -------------------------------------------------------------------- | --------- | ------------------- | ----------------------------- |
|        | Cabana de l'Altisent | la Pobla de Segur | borda        |         | 42° 15′ 23″ N, 0° 58′ 05″ E / 42.2565136542737°N,0.968185179380614°E |           |                     | Modifica les dades a Wikidata |
|        | Corral de Mònica     | la Pobla de Segur | borda        |         | 42° 15′ 14″ N, 0° 57′ 52″ E / 42.2539782912389°N,0.964363210931056°E |           |                     | Modifica les dades a Wikidata |
|        | Corral de Pes        | la Pobla de Segur | borda        |         | 42° 15′ 53″ N, 1° 00′ 42″ E / 42.2647668395117°N,1.01155577688934°E  |           |                     | Modifica les dades a Wikidata |
|        | Corral de Xerallo    | la Pobla de Segur | borda        |         | 42° 15′ 45″ N, 0° 57′ 12″ E / 42.2624634677183°N,0.953336247566575°E |           |                     | Modifica les dades a Wikidata |
|        | Corral de Xoriguer   | la Pobla de Segur | borda        |         | 42° 15′ 46″ N, 0° 57′ 57″ E / 42.2629020371343°N,0.965834040039444°E |           |                     | Modifica les dades a Wikidata |
|        | Corral del Font      | la Pobla de Segur | borda        |         | 42° 15′ 57″ N, 0° 57′ 06″ E / 42.2659440096981°N,0.95156255425323°E  |           |                     | Modifica les dades a Wikidata |
|        | Corral del Maladent  | la Pobla de Segur | borda        |         | 42° 15′ 16″ N, 0° 57′ 54″ E / 42.2543242171738°N,0.965079424317631°E |           |                     | Modifica les dades a Wikidata |
|        | borda de Joanet      | la Pobla de Segur | borda        |         | 42° 16′ 04″ N, 0° 56′ 52″ E / 42.26772222°N,0.94786111°E 578 msnm    |           |                     | Modifica les dades a Wikidata |
|        | borda del Gasa       | la Pobla de Segur | borda        |         | 42° 15′ 20″ N, 0° 57′ 33″ E / 42.2556435828538°N,0.959254500105933°E |           |                     | Modifica les dades a Wikidata |
|        | borda del Nando      | la Pobla de Segur | borda        |         | 42° 13′ 34″ N, 0° 57′ 35″ E / 42.2262380345559°N,0.959656970285244°E |           |                     | Modifica les dades a Wikidata |
|        | borda del Rafel      | la Pobla de Segur | borda        |         | 42° 15′ 23″ N, 0° 57′ 41″ E / 42.2564199956961°N,0.961387310524065°E |           |                     | Modifica les dades a Wikidata |
|        | borda del Taló       | la Pobla de Segur | borda        |         | 42° 14′ 38″ N, 0° 57′ 42″ E / 42.2439717864212°N,0.961764037489466°E |           |                     | Modifica les dades a Wikidata |

## casa
| imatge | Nom                                               | Ubicat a          | instància de | Detalls                     | coordenades                                          | Protecció                                  | Commons (més fotos) | Dades a WD                    |
| ------ | ------------------------------------------------- | ----------------- | ------------ | --------------------------- | ---------------------------------------------------- | ------------------------------------------ | ------------------- | ----------------------------- |
|        | Casa Batlle de Sant Joan                          | la Pobla de Segur | casa         | Estil: arquitectura popular | 42° 13′ 42″ N, 0° 57′ 35″ E / 42.228298°N,0.959744°E | bé integrant del patrimoni cultural català |                     | Modifica les dades a Wikidata |
|        | Casa Fuertes                                      | la Pobla de Segur | casa         |                             | 42° 14′ 53″ N, 0° 58′ 08″ E / 42.247944°N,0.968804°E | bé integrant del patrimoni cultural català |                     | Modifica les dades a Wikidata |
|        | Casa Motes                                        | la Pobla de Segur | casa         | Estil: arquitectura popular | 42° 14′ 52″ N, 0° 58′ 08″ E / 42.247872°N,0.968885°E | bé integrant del patrimoni cultural català |                     | Modifica les dades a Wikidata |
|        | Casa Orteu                                        | la Pobla de Segur | casa         |                             | 42° 14′ 50″ N, 0° 58′ 05″ E / 42.247111°N,0.968061°E | bé integrant del patrimoni cultural català |                     | Modifica les dades a Wikidata |
|        | Casa Solduga                                      | la Pobla de Segur | casa         | Estil: arquitectura popular | 42° 14′ 49″ N, 0° 58′ 08″ E / 42.247022°N,0.968867°E | bé integrant del patrimoni cultural català |                     | Modifica les dades a Wikidata |
|        | Casa pairal a Puimanyons                          | la Pobla de Segur | casa         | Estil: arquitectura popular | 42° 14′ 28″ N, 0° 57′ 36″ E / 42.241044°N,0.959996°E | bé integrant del patrimoni cultural català |                     | Modifica les dades a Wikidata |
|        | habitatge a l'avinguda de Sant Miquel del Pui, 49 | la Pobla de Segur | casa         | Estil: arquitectura popular | 42° 14′ 54″ N, 0° 58′ 00″ E / 42.248216°N,0.966635°E | bé integrant del patrimoni cultural català |                     | Modifica les dades a Wikidata |

## casa consistorial
| imatge | Nom                                | Ubicat a          | instància de      | Detalls                                          | coordenades | Protecció                   | Commons (més fotos)            | Dades a WD                    |
| ------ | ---------------------------------- | ----------------- | ----------------- | ------------------------------------------------ | --- | --------------------------- | ------------------------------ | ----------------------------- |
|        | Torre Mauri                        | la Pobla de Segur | casa consistorial | Estil: modernisme català arquitectura modernista | 42° 15′ 00″ N, 0° 58′ 09″ E / 42.249958°N,0.969046°E                                                            | bé cultural d'interès local | Casa Mauri (la Pobla de Segur) | Modifica les dades a Wikidata |
|        | casa consistorial de Conca de Dalt | la Pobla de Segur | casa consistorial |                                                  | 42° 14′ 25″ N, 0° 57′ 55″ E / 42.2401824°N,0.9652904°E ca:Avinguda Estació 62, baixos - 25500 La Pobla de Segur |                             |                                | Modifica les dades a Wikidata |

## cova
| imatge | Nom                  | Ubicat a          | instància de | Detalls | coordenades                                                         | Protecció | Commons (més fotos) | Dades a WD                    |
| ------ | -------------------- | ----------------- | ------------ | ------- | ------------------------------------------------------------------- | --------- | ------------------- | ----------------------------- |
|        | Forat del Serpent    | la Pobla de Segur | cova         |         | 42° 17′ 03″ N, 1° 02′ 08″ E / 42.28428854961°N,1.03542853711688°E   |           |                     | Modifica les dades a Wikidata |
|        | Racó de la Pedrúcula | la Pobla de Segur | cova         |         | 42° 16′ 04″ N, 0° 58′ 26″ E / 42.267711538989°N,0.973997068606908°E |           |                     | Modifica les dades a Wikidata |
|        | Racó del Forn        | la Pobla de Segur | cova         |         | 42° 16′ 06″ N, 1° 01′ 01″ E / 42.2684528339533°N,1.01690831878212°E |           |                     | Modifica les dades a Wikidata |

## curs d'aigua
| imatge | Nom                   | Ubicat a                                                       | instància de | Detalls                                                  | coordenades | Protecció | Commons (més fotos)                      | Dades a WD                    |
| ------ | --------------------- | -------------------------------------------------------------- | ------------ | -------------------------------------------------------- | --- | --------- | ---------------------------------------- | ----------------------------- |
|        | Barranc de Sant Pere  | la Pobla de Segur Baix Pallars                                 | curs d'aigua | Desemboca: Noguera Pallaresa Llarg: 5km                  | 42° 17′ 55″ N, 1° 00′ 12″ E / 42.298506°N,1.003228°E 42° 16′ 27″ N, 1° 01′ 47″ E / 42.274164°N,1.029783°E                       |           | Barranc de Sant Pere (la Pobla de Segur) | Modifica les dades a Wikidata |
|        | Noguera Pallaresa     | Vall d'Aran Pallars Sobirà Pallars Jussà Noguera               | curs d'aigua | Desemboca: Segre Llarg: 154km Conca: 2820km²             | 41° 54′ 23″ N, 0° 53′ 24″ E / 41.9064°N,0.8901°E 42° 42′ 43″ N, 0° 56′ 58″ E / 42.71185°N,0.94951944444444°E                    |           | Noguera Pallaresa                        | Modifica les dades a Wikidata |
|        | barranc de Mascarell  | Conca de Dalt la Pobla de Segur                                | curs d'aigua | Desemboca: el Flamisell Llarg: 2km                       | 42° 15′ 35″ N, 0° 55′ 49″ E / 42.259811°N,0.930263°E 42° 15′ 27″ N, 0° 57′ 15″ E / 42.257617°N,0.95426°E                        |           | Barranc de Mascarell                     | Modifica les dades a Wikidata |
|        | barranc de Montsor    | la Pobla de Segur                                              | curs d'aigua | Desemboca: barranc de Vallcarga Llarg: 1.5km             | 42° 17′ 14″ N, 0° 58′ 28″ E / 42.287181°N,0.974562°E 42° 16′ 27″ N, 0° 58′ 42″ E / 42.274242°N,0.97842°E                        |           | Barranc de Montsor                       | Modifica les dades a Wikidata |
|        | barranc de Puimanyons | Conca de Dalt la Pobla de Segur                                | curs d'aigua | Desemboca: Noguera Pallaresa Llarg: 2.5km                | 42° 14′ 58″ N, 0° 55′ 46″ E / 42.249567°N,0.929483°E 42° 14′ 14″ N, 0° 57′ 57″ E / 42.237269°N,0.965928°E                       |           | Barranc de Puimanyons                    | Modifica les dades a Wikidata |
|        | barranc de Vallcarga  | la Pobla de Segur                                              | curs d'aigua | Desemboca: Noguera Pallaresa Llarg: 2.5km                | 42° 16′ 27″ N, 0° 58′ 42″ E / 42.274242°N,0.97842°E 42° 15′ 24″ N, 0° 58′ 38″ E / 42.256793°N,0.977329°E                        |           | Barranc de Vallcarga                     | Modifica les dades a Wikidata |
|        | el Flamisell          | la Torre de Cabdella Senterada Conca de Dalt la Pobla de Segur | curs d'aigua | Desemboca: Noguera Pallaresa Llarg: 34km Conca: 348.6km² | 42° 14′ 25″ N, 0° 58′ 14″ E / 42.24014686°N,0.97045541°E 42° 29′ 57″ N, 0° 59′ 30″ E / 42.49918888888889°N,0.9916138888888888°E |           | Flamisell River                          | Modifica les dades a Wikidata |
|        | llau de Gelat         | la Pobla de Segur                                              | curs d'aigua | Desemboca: el Flamisell                                  | 42° 17′ 14″ N, 0° 58′ 05″ E / 42.287168°N,0.967961°E 42° 16′ 20″ N, 0° 56′ 50″ E / 42.272255°N,0.947251°E                       |           | Llau de Gelat                            | Modifica les dades a Wikidata |
|        | llau de Queralt       | la Pobla de Segur                                              | curs d'aigua | Desemboca: Barranc de Sant Pere Llarg: 3km               | 42° 17′ 00″ N, 1° 01′ 13″ E / 42.2834°N,1.02031°E                                                                               |           |                                          | Modifica les dades a Wikidata |
|        | llau de les Esplugues | la Pobla de Segur                                              | curs d'aigua | Desemboca: Barranc de Sant Pere Llarg: 3km               | 42° 17′ 31″ N, 1° 00′ 37″ E / 42.2919°N,1.01031°E                                                                               |           |                                          | Modifica les dades a Wikidata |
|        | riu de Cadolla        | Senterada la Pobla de Segur                                    | curs d'aigua | Desemboca: riu Bòssia Llarg: 4.5km                       | 42° 19′ 38″ N, 0° 52′ 56″ E / 42.327161°N,0.882266°E 42° 20′ 33″ N, 0° 54′ 54″ E / 42.34255°N,0.914971°E                        |           | Riu de Cadolla                           | Modifica les dades a Wikidata |

## edifici
| imatge | Nom                  | Ubicat a          | instància de | Detalls                                    | coordenades | Protecció                                  | Commons (més fotos)                     | Dades a WD                    |
| ------ | -------------------- | ----------------- | ------------ | ------------------------------------------ | --- | ------------------------------------------ | --------------------------------------- | ----------------------------- |
|        | Asserradora Boixareu | la Pobla de Segur | edifici      | Estil: arquitectura modernista noucentisme | 42° 14′ 56″ N, 0° 58′ 06″ E / 42.248777777777775°N,0.9684166666666666°E ca:Avinguda Verdaguer                       | bé integrant del patrimoni cultural català |                                         | Modifica les dades a Wikidata |
|        | Casa Cooperativa     | la Pobla de Segur | edifici      | Estil: arquitectura popular                | 42° 14′ 53″ N, 0° 58′ 07″ E / 42.248001°N,0.968707°E                                                                | bé integrant del patrimoni cultural català |                                         | Modifica les dades a Wikidata |
|        | Cine Núria           | la Pobla de Segur | edifici      | Estil: arquitectura popular                | 42° 14′ 51″ N, 0° 58′ 05″ E / 42.247501°N,0.968152°E                                                                | bé integrant del patrimoni cultural català |                                         | Modifica les dades a Wikidata |
|        | Comú de Particulars  | la Pobla de Segur | edifici      | Estil: racionalisme arquitectònic          | 42° 14′ 48″ N, 0° 58′ 05″ E / 42.246547°N,0.968142°E                                                                | bé integrant del patrimoni cultural català | Comú de Particulars (la Pobla de Segur) | Modifica les dades a Wikidata |
|        | Fonda Cortina        | la Pobla de Segur | edifici      | Estil: arquitectura popular                | 42° 14′ 53″ N, 0° 58′ 04″ E / 42.248045°N,0.967648°E                                                                | bé integrant del patrimoni cultural català | Fonda Cortina                           | Modifica les dades a Wikidata |
|        | Horta dels Capellans | la Pobla de Segur | edifici      |                                            | 42° 15′ 04″ N, 0° 57′ 44″ E / 42.2510398612146°N,0.962190971129755°E                                                |                                            |                                         | Modifica les dades a Wikidata |
|        | Volta                | la Pobla de Segur | edifici      | Estil: arquitectura popular                | 42° 13′ 44″ N, 0° 57′ 36″ E / 42.228777°N,0.960131°E                                                                | bé integrant del patrimoni cultural català | Volta a Sant Joan de Vinyafrescal       | Modifica les dades a Wikidata |
|        | fàbrica de licors    | la Pobla de Segur | edifici      | Estil: arquitectura modernista             | 42° 14′ 55″ N, 0° 58′ 06″ E / 42.248611111111°N,0.96833333333333°E ca:Carrer de Mossèn Cinto Verdaguer, 25 530 msnm | bé integrant del patrimoni cultural català | Fàbrica de licors (la Pobla de Segur)   | Modifica les dades a Wikidata |

## entitat singular de població
| imatge | Nom                       | Ubicat a          | instància de                                   | Detalls  | coordenades                                                          | Protecció | Commons (més fotos)       | Dades a WD                    |
| ------ | ------------------------- | ----------------- | ---------------------------------------------- | -------- | -------------------------------------------------------------------- | --------- | ------------------------- | ----------------------------- |
|        | Montsor                   | la Pobla de Segur | entitat singular de població                   | 0 hab    | 42° 17′ 28″ N, 0° 58′ 43″ E / 42.2911°N,0.97864166666667°E 1236 msnm |           | Montsor                   | Modifica les dades a Wikidata |
|        | Puimanyons                | la Pobla de Segur | entitat singular de població                   | 2 hab    | 42° 14′ 27″ N, 0° 57′ 35″ E / 42.24091944°N,0.95958889°E 609.1 msnm  |           | Puimanyons                | Modifica les dades a Wikidata |
|        | Sant Joan de Vinyafrescal | la Pobla de Segur | entitat singular de població                   | 76 hab   | 42° 13′ 43″ N, 0° 57′ 35″ E / 42.22866111°N,0.95977222°E 558.8 msnm  |           | Sant Joan de Vinyafrescal | Modifica les dades a Wikidata |
|        | la Pobla de Segur         | la Pobla de Segur | entitat singular de població capital municipal | 2965 hab | 42° 14′ 59″ N, 0° 58′ 09″ E / 42.24972222°N,0.96916667°E 524 msnm    |           |                           | Modifica les dades a Wikidata |

## església
| imatge | Nom                                  | Ubicat a          | instància de      | Detalls                                                                                               | coordenades                                                            | Protecció                                  | Commons (més fotos)                  | Dades a WD                    |
| ------ | ------------------------------------ | ----------------- | ----------------- | --- | ---------------------------------------------------------------------- | ------------------------------------------ | ------------------------------------ | ----------------------------- |
|        | Mare de Déu de la Ribera             | la Pobla de Segur | església          | Estil: arquitectura barroca                                                                           | 42° 14′ 51″ N, 0° 58′ 05″ E / 42.247604°N,0.968014°E                   | bé integrant del patrimoni cultural català | Mare de Déu de la Ribera             | Modifica les dades a Wikidata |
|        | Sant Aleix de Montsor                | la Pobla de Segur | església          | Estil: arquitectura romànica Estat: enderrocat o destruït                                             | 42° 15′ 55″ N, 0° 57′ 17″ E / 42.26535°N,0.95460278°E                  |                                            |                                      | Modifica les dades a Wikidata |
|        | Sant Aventí de Montsor               | la Pobla de Segur | església          | Estil: arquitectura romànica Estat: enderrocat o destruït                                             | 42° 15′ 55″ N, 0° 57′ 17″ E / 42.26535°N,0.95460278°E                  |                                            |                                      | Modifica les dades a Wikidata |
|        | Sant Cristòfol de Puimanyons         | la Pobla de Segur | església          | Estil: arquitectura romànica Anomenat per: Sant Cristòfor de Lícia Dedicat a: Sant Cristòfor de Lícia | 42° 14′ 27″ N, 0° 57′ 36″ E / 42.24090278°N,0.96003889°E 602.5 msnm    | bé integrant del patrimoni cultural català | Sant Cristòfol de Puimanyons         | Modifica les dades a Wikidata |
|        | Sant Jaume de Gramuntill             | la Pobla de Segur | església          | Estil: art romànic                                                                                    | 42° 15′ 50″ N, 1° 00′ 01″ E / 42.264°N,1.00027°E 575 msnm              |                                            | La Pobla de Segur                    | Modifica les dades a Wikidata |
|        | Sant Joan de Vinyafrescal            | la Pobla de Segur | església          | Estil: arquitectura romànica                                                                          | 42° 13′ 43″ N, 0° 57′ 34″ E / 42.228534°N,0.959553°E 558.7 msnm        | bé integrant del patrimoni cultural català | Sant Joan de Vinyafrescal (església) | Modifica les dades a Wikidata |
|        | Sant Miquel del Pui                  | la Pobla de Segur | església          | Estil: arquitectura romànica                                                                          | 42° 15′ 55″ N, 0° 57′ 17″ E / 42.26535°N,0.95460278°E 670.9 msnm       | bé integrant del patrimoni cultural català | Sant Miquel del Pui                  | Modifica les dades a Wikidata |
|        | Sant Pere de les Maleses             | la Pobla de Segur | església monestir | Estil: art romànic                                                                                    | 42° 16′ 55″ N, 1° 01′ 29″ E / 42.28191666666667°N,1.0245833333333334°E | bé integrant del patrimoni cultural català | Sant Pere de les Maleses             | Modifica les dades a Wikidata |
|        | Santa Llúcia                         | la Pobla de Segur | església          | | 42° 13′ 52″ N, 0° 57′ 46″ E / 42.23102778°N,0.96269444°E 524.1 msnm    |                                            |                                      | Modifica les dades a Wikidata |
|        | Santa Magdalena de la Pobla de Segur | la Pobla de Segur | església          | Estil: arquitectura romànica                                                                          | 42° 14′ 58″ N, 0° 57′ 08″ E / 42.24936944°N,0.95222889°E 803.2 msnm    |                                            |                                      | Modifica les dades a Wikidata |
|        | Santa Maria de Montsor               | la Pobla de Segur | església          | Estil: arquitectura romànica                                                                          | 42° 17′ 25″ N, 0° 58′ 47″ E / 42.290285°N,0.979727°E 1210 msnm         |                                            |                                      | Modifica les dades a Wikidata |

## font
| imatge | Nom                  | Ubicat a          | instància de | Detalls | coordenades                                                          | Protecció | Commons (més fotos) | Dades a WD                    |
| ------ | -------------------- | ----------------- | ------------ | ------- | -------------------------------------------------------------------- | --------- | ------------------- | ----------------------------- |
|        | font de l'Ús         | la Pobla de Segur | font         |         | 42° 15′ 50″ N, 0° 59′ 45″ E / 42.264°N,0.995778°E                    |           |                     | Modifica les dades a Wikidata |
|        | font de l'Ús         | la Pobla de Segur | font         |         | 42° 15′ 50″ N, 0° 59′ 44″ E / 42.2640131640557°N,0.995684565721446°E |           |                     | Modifica les dades a Wikidata |
|        | font de la Feixa     | la Pobla de Segur | font         |         | 42° 17′ 48″ N, 0° 58′ 29″ E / 42.2967926234789°N,0.974605361028641°E |           |                     | Modifica les dades a Wikidata |
|        | font de la Figuereta | la Pobla de Segur | font         |         | 42° 16′ 14″ N, 1° 01′ 38″ E / 42.2705782890589°N,1.02735450542942°E  |           |                     | Modifica les dades a Wikidata |

## indret
| imatge | Nom                  | Ubicat a          | instància de | Detalls    | coordenades                                                   | Protecció | Commons (més fotos)        | Dades a WD                    |
| ------ | -------------------- | ----------------- | ------------ | ---------- | ------------------------------------------------------------- | --------- | -------------------------- | ----------------------------- |
|        | Comosí               | la Pobla de Segur | indret       |            | 42° 17′ 01″ N, 1° 00′ 03″ E / 42.2836°N,1.00089°E             |           |                            | Modifica les dades a Wikidata |
|        | Costa de Matacabrits | la Pobla de Segur | indret       |            | 42° 13′ 54″ N, 0° 57′ 21″ E / 42.23154444°N,0.95573889°E      |           |                            | Modifica les dades a Wikidata |
|        | Costa de la Serra    | la Pobla de Segur | indret       |            | 42° 07′ 14″ N, 0° 58′ 47″ E / 42.12052778°N,0.97977778°E      |           |                            | Modifica les dades a Wikidata |
|        | Costes Grans         | la Pobla de Segur | indret       |            | 42° 15′ 52″ N, 0° 58′ 11″ E / 42.26438889°N,0.96975°E         |           |                            | Modifica les dades a Wikidata |
|        | Forat del Serpent    | la Pobla de Segur | indret       |            | 42° 17′ 03″ N, 1° 02′ 04″ E / 42.2843°N,1.03453°E 786 msnm    |           |                            | Modifica les dades a Wikidata |
|        | La Canalissa         | la Pobla de Segur | indret       |            | 42° 16′ 29″ N, 1° 00′ 18″ E / 42.2746°N,1.00497°E             |           |                            | Modifica les dades a Wikidata |
|        | La Palanca Nova      | la Pobla de Segur | indret       |            | 42° 16′ 17″ N, 0° 56′ 53″ E / 42.2715°N,0.947972°E            |           |                            | Modifica les dades a Wikidata |
|        | Les Casals           | la Pobla de Segur | indret       |            | 42° 17′ 20″ N, 1° 01′ 34″ E / 42.289°N,1.02617°E              |           |                            | Modifica les dades a Wikidata |
|        | Lo Pla               | la Pobla de Segur | indret       |            | 42° 15′ 47″ N, 0° 57′ 10″ E / 42.2631°N,0.952778°E 575 msnm   |           | Lo Pla (la Pobla de Segur) | Modifica les dades a Wikidata |
|        | Los Emprius          | la Pobla de Segur | indret       |            | 42° 16′ 52″ N, 0° 59′ 01″ E / 42.28111111°N,0.98355556°E      |           |                            | Modifica les dades a Wikidata |
|        | Marrades de Montsor  | la Pobla de Segur | indret       |            | 42° 16′ 23″ N, 0° 59′ 17″ E / 42.27308333°N,0.98811111°E      |           |                            | Modifica les dades a Wikidata |
|        | Obac de Pumanyons    | la Pobla de Segur | indret       |            | 42° 14′ 25″ N, 0° 57′ 23″ E / 42.24038056°N,0.95636111°E      |           |                            | Modifica les dades a Wikidata |
|        | Rebollar de Montsor  | la Pobla de Segur | indret       |            | 42° 16′ 29″ N, 1° 00′ 18″ E / 42.2746°N,1.00497°E             |           |                            | Modifica les dades a Wikidata |
|        | Roques Roies         | la Pobla de Segur | indret       | Llarg: 3km | 42° 17′ 11″ N, 0° 58′ 57″ E / 42.2864°N,0.982572°E            |           |                            | Modifica les dades a Wikidata |
|        | Vileres              | la Pobla de Segur | indret       |            | 42° 15′ 21″ N, 0° 58′ 03″ E / 42.25591667°N,0.9675°E 660 msnm |           | Vileres                    | Modifica les dades a Wikidata |
|        | Vinyacs              | la Pobla de Segur | indret       |            | 42° 15′ 48″ N, 0° 58′ 59″ E / 42.26325°N,0.98294444°E         |           |                            | Modifica les dades a Wikidata |

## masia
| imatge | Nom                  | Ubicat a          | instància de | Detalls | coordenades                                                                   | Protecció | Commons (més fotos)            | Dades a WD                    |
| ------ | -------------------- | ----------------- | ------------ | ------- | ----------------------------------------------------------------------------- | --------- | ------------------------------ | ----------------------------- |
|        | Borda de Xalamanc    | la Pobla de Segur | masia        |         | 42° 15′ 44″ N, 0° 57′ 09″ E / 42.26225°N,0.95244444°E 578.8 msnm              |           |                                | Modifica les dades a Wikidata |
|        | Borda del Ros        | la Pobla de Segur | masia        |         | 42° 15′ 48″ N, 1° 00′ 08″ E / 42.263385°N,1.00225°E 546 msnm                  |           | Borda del Ros                  | Modifica les dades a Wikidata |
|        | Casa Carlà           | la Pobla de Segur | masia        |         | 42° 14′ 42″ N, 0° 58′ 13″ E / 42.2449329165211°N,0.970253850196549°E 504 msnm |           | Casa Carlà (la Pobla de Segur) | Modifica les dades a Wikidata |
|        | Casa Casilda         | la Pobla de Segur | masia        |         | 42° 16′ 34″ N, 0° 57′ 06″ E / 42.27613889°N,0.95152778°E 675 msnm             |           |                                | Modifica les dades a Wikidata |
|        | Casa Esquella        | la Pobla de Segur | masia        |         | 42° 14′ 41″ N, 0° 57′ 52″ E / 42.2446502487157°N,0.964469306191147°E          |           |                                | Modifica les dades a Wikidata |
|        | Casa Granadino       | la Pobla de Segur | masia        |         | 42° 13′ 55″ N, 0° 57′ 56″ E / 42.2320072281007°N,0.96554225768091°E           |           |                                | Modifica les dades a Wikidata |
|        | Casa Guitarra        | la Pobla de Segur | masia        |         | 42° 13′ 38″ N, 0° 57′ 46″ E / 42.22711111°N,0.96288889°E 511.2 msnm           |           |                                | Modifica les dades a Wikidata |
|        | Casa Madó            | la Pobla de Segur | masia        |         | 42° 13′ 42″ N, 0° 57′ 46″ E / 42.2282497344876°N,0.962888087047616°E          |           |                                | Modifica les dades a Wikidata |
|        | Casa Pau             | la Pobla de Segur | masia        |         | 42° 13′ 56″ N, 0° 57′ 52″ E / 42.232330549987°N,0.964477590282621°E           |           |                                | Modifica les dades a Wikidata |
|        | Casa Violí           | la Pobla de Segur | masia        |         | 42° 13′ 59″ N, 0° 57′ 57″ E / 42.23316667°N,0.96594444°E 504.6 msnm           |           |                                | Modifica les dades a Wikidata |
|        | Casa de Generosa     | la Pobla de Segur | masia        |         | 42° 15′ 36″ N, 0° 58′ 42″ E / 42.26005556°N,0.97827778°E 529.7 msnm           |           |                                | Modifica les dades a Wikidata |
|        | Casa de Mossèn Blasi | la Pobla de Segur | masia        |         | 42° 14′ 04″ N, 0° 57′ 52″ E / 42.234581776451°N,0.964465813483744°E           |           |                                | Modifica les dades a Wikidata |
|        | Masia de Queralt     | la Pobla de Segur | masia        |         | 42° 16′ 34″ N, 1° 00′ 21″ E / 42.2762°N,1.00594°E 960 msnm                    |           |                                | Modifica les dades a Wikidata |

## muntanya
| imatge | Nom                    | Ubicat a                       | instància de | Detalls | coordenades                                                              | Protecció | Commons (més fotos)               | Dades a WD                    |
| ------ | ---------------------- | ------------------------------ | ------------ | ------- | ------------------------------------------------------------------------ | --------- | --------------------------------- | ----------------------------- |
|        | Lo Tossal              | la Pobla de Segur Baix Pallars | muntanya     |         | 42° 17′ 17″ N, 1° 01′ 37″ E / 42.28799722°N,1.027075°E 1058.2 msnm       |           |                                   | Modifica les dades a Wikidata |
|        | Lo Tossalet            | la Pobla de Segur Baix Pallars | muntanya     |         | 42° 17′ 54″ N, 0° 58′ 28″ E / 42.29821111°N,0.97442778°E 1411 msnm       |           | Lo Tossalet (la Pobla de Segur)   | Modifica les dades a Wikidata |
|        | Muntanyeta de Comursí  | la Pobla de Segur              | muntanya     |         | 42° 17′ 10″ N, 1° 00′ 34″ E / 42.2861°N,1.0094°E 987.3 msnm              |           |                                   | Modifica les dades a Wikidata |
|        | Pic de Santa Magdalena | la Pobla de Segur              | muntanya     |         | 42° 14′ 58″ N, 0° 57′ 02″ E / 42.24937222°N,0.95047278°E 812 msnm        |           | Pic de Santa Magdalena            | Modifica les dades a Wikidata |
|        | Roc de Sant Aventí     | la Pobla de Segur Baix Pallars | muntanya     |         | 42° 18′ 26″ N, 0° 58′ 27″ E / 42.3072328376°N,0.974246319524°E 1480 msnm |           | Roc de Sant Aventí                | Modifica les dades a Wikidata |
|        | Roca Foradada          | la Pobla de Segur              | muntanya     |         | 42° 16′ 26″ N, 0° 57′ 41″ E / 42.27391111°N,0.96146111°E 1054 msnm       |           | Roca Foradada (la Pobla de Segur) | Modifica les dades a Wikidata |
|        | Tossal Gros            | la Pobla de Segur              | muntanya     |         | 42° 16′ 22″ N, 0° 59′ 57″ E / 42.2727°N,0.999092°E 1081 msnm             |           | Tossal Gros (la Pobla de Segur)   | Modifica les dades a Wikidata |
|        | Tossal de la Vinya     | la Pobla de Segur              | muntanya     |         | 42° 16′ 06″ N, 1° 00′ 37″ E / 42.26825°N,1.01030556°E 750 msnm           |           | Tossal de la Vinya (Gramuntill)   | Modifica les dades a Wikidata |
|        | Tossal del Cap         | la Pobla de Segur              | muntanya     |         | 42° 16′ 40″ N, 1° 01′ 08″ E / 42.27769444°N,1.01884583°E 975.4 msnm      |           |                                   | Modifica les dades a Wikidata |
|        | Tossal del Graell      | la Pobla de Segur              | muntanya     |         | 42° 16′ 28″ N, 1° 00′ 30″ E / 42.2744°N,1.0083°E 1017.7 msnm             |           |                                   | Modifica les dades a Wikidata |
|        | Turó de la Llosa       | la Pobla de Segur              | muntanya     |         | 42° 16′ 32″ N, 0° 59′ 31″ E / 42.27551667°N,0.992075°E 1091.1 msnm       |           |                                   | Modifica les dades a Wikidata |

## pont
| imatge | Nom                      | Ubicat a          | instància de | Detalls                                                | coordenades                                                         | Protecció                                  | Commons (més fotos) | Dades a WD                    |
| ------ | ------------------------ | ----------------- | ------------ | ------------------------------------------------------ | ------------------------------------------------------------------- | ------------------------------------------ | ------------------- | ----------------------------- |
|        | Pas de les Pilones       | la Pobla de Segur | pont         |                                                        | 42° 16′ 04″ N, 1° 00′ 29″ E / 42.2677782648056°N,1.00812672903412°E |                                            |                     | Modifica les dades a Wikidata |
|        | Pont a la Pobla de Segur | la Pobla de Segur | pont         | Estil: arquitectura popular                            |                                                                     | bé integrant del patrimoni cultural català |                     | Modifica les dades a Wikidata |
|        | Pont de la Font de l'Ús  | la Pobla de Segur | pont         | Estil: arquitectura popular                            |                                                                     | bé integrant del patrimoni cultural català |                     | Modifica les dades a Wikidata |
|        | Pont del Flamisell       | la Pobla de Segur | pont         | Travessa: el Flamisell Hi passa: C-13 N-260 Llarg: 85m | 42° 14′ 44″ N, 0° 57′ 57″ E / 42.24555556°N,0.96583333°E 515.5 msnm |                                            | Pont del Flamisell  | Modifica les dades a Wikidata |

## serra
| imatge | Nom                         | Ubicat a                        | instància de | Detalls      | coordenades                                                    | Protecció | Commons (més fotos)                         | Dades a WD                    |
| ------ | --------------------------- | ------------------------------- | ------------ | ------------ | -------------------------------------------------------------- | --------- | ------------------------------------------- | ----------------------------- |
|        | Muntanya de Santa Magdalena | la Pobla de Segur Conca de Dalt | serra        | Llarg: 1.7km | 42° 14′ 58″ N, 0° 57′ 02″ E / 42.249377°N,0.950508°E           |           | Muntanya de Santa Magdalena (Conca de Dalt) | Modifica les dades a Wikidata |
|        | Rocs de Queralt             | la Pobla de Segur               | serra        | Llarg: 3km   | 42° 16′ 26″ N, 1° 00′ 17″ E / 42.273861°N,1.004728°E           |           | Rocs de Queralt                             | Modifica les dades a Wikidata |
|        | Rocs de Sant Aventí         | la Pobla de Segur               | serra        | Llarg: 2km   | 42° 16′ 52″ N, 0° 58′ 01″ E / 42.281231°N,0.966994°E 1164 msnm |           | Rocs de Sant Aventí                         | Modifica les dades a Wikidata |
|        | Serrat de Moró              | la Pobla de Segur Senterada     | serra        | Llarg: 3.5km | 42° 17′ 53″ N, 0° 57′ 49″ E / 42.298175°N,0.96353°E            |           | Serrat de Moró                              | Modifica les dades a Wikidata |

## Misc
| imatge | Nom                                     | Ubicat a                                                                    | instància de           | Detalls                                                            | coordenades                                                                                               | Protecció                                            | Commons (més fotos)                           | Dades a WD                    |
| ------ | --------------------------------------- | --------------------------------------------------------------------------- | ---------------------- | ------------------------------------------------------------------ | --- | ---------------------------------------------------- | --------------------------------------------- | ----------------------------- |
|        | Bosc de Sant Joan (Reguard)             | la Pobla de Segur                                                           | bosc                   |                                                                    | 42° 23′ 31″ N, 0° 54′ 03″ E / 42.392°N,0.90075°E                                                          |                                                      |                                               | Modifica les dades a Wikidata |
|        | Cabana del Moro (Senterada)             | Senterada la Pobla de Segur                                                 | dolmen                 |                                                                    | 42° 17′ 48″ N, 0° 57′ 40″ E / 42.29661111°N,0.96111111°E Serrat de Moró 1260 msnm                         | bé cultural d'interès local                          |                                               | Modifica les dades a Wikidata |
|        | Castell de Puimanyons                   | la Pobla de Segur                                                           | castell                | Estil: arquitectura romànica 11st century                          | 42° 14′ 27″ N, 0° 57′ 35″ E / 42.24082778°N,0.95969444°E 609.1 msnm                                       |                                                      | Castell de Puimanyons                         | Modifica les dades a Wikidata |
|        | Central Hidràulica de la Pobla de Segur | la Pobla de Segur                                                           | central hidroelèctrica | 1920                                                               | 42° 15′ 10″ N, 0° 58′ 31″ E / 42.25291°N,0.975176°E 513.34 msnm                                           |                                                      | Central de la Pobla de Segur                  | Modifica les dades a Wikidata |
|        | Coll de Montsor                         | la Pobla de Segur                                                           | collada                |                                                                    | 42° 16′ 45″ N, 0° 59′ 31″ E / 42.279277777778°N,0.99197222222222°E 1072.4 msnm                            |                                                      |                                               | Modifica les dades a Wikidata |
|        | Congost de Collegats                    | la Pobla de Segur                                                           | congost                | Superfície: 2342.91ha                                              | 42° 17′ 00″ N, 1° 02′ 15″ E / 42.2834°N,1.03756°E 540 msnm                                                | Pla d'Espais d'Interès Natural                       | Collegats-Queralt Noguera Pallaresa-Collegats | Modifica les dades a Wikidata |
|        | Estació de la Pobla de Segur            | la Pobla de Segur                                                           | estació de ferrocarril | 1951                                                               | 42° 14′ 24″ N, 0° 57′ 58″ E / 42.23988888888889°N,0.9660555555555556°E                                    |                                                      | La Pobla de Segur train station               | Modifica les dades a Wikidata |
|        | Gramuntill                              | la Pobla de Segur                                                           | nucli de població      |                                                                    | 42° 16′ 08″ N, 1° 00′ 27″ E / 42.269°N,1.00745°E 592.1 msnm                                               |                                                      | Gramuntill                                    | Modifica les dades a Wikidata |
|        | L-522                                   | Conca de Dalt la Pobla de Segur                                             | carretera              |                                                                    | 42° 17′ 12″ N, 0° 56′ 13″ E / 42.286799°N,0.936819°E 42° 14′ 52″ N, 0° 58′ 03″ E / 42.247831°N,0.967519°E |                                                      | L-522                                         | Modifica les dades a Wikidata |
|        | Polígon industrial Migdia               | la Pobla de Segur                                                           | polígon industrial     |                                                                    | 42° 14′ 25″ N, 0° 57′ 51″ E / 42.2401983639431°N,0.964297346893912°E                                      |                                                      |                                               | Modifica les dades a Wikidata |
|        | Recinte fortificat de la Pobla de Segur | la Pobla de Segur                                                           | muralla urbana         | Estil: arquitectura popular                                        | 42° 14′ 54″ N, 0° 58′ 07″ E / 42.248296°N,0.968595°E 528 msnm                                             | bé d'interès cultural bé cultural d'interès nacional | Recinte fortificat (la Pobla de Segur)        | Modifica les dades a Wikidata |
|        | Roca de San Aventí                      | la Pobla de Segur                                                           | vèrtex geodèsic        | Alt: 1.2m                                                          | 42° 18′ 26″ N, 0° 58′ 27″ E / 42.307217°N,0.974222°E 1482.397 msnm                                        |                                                      |                                               | Modifica les dades a Wikidata |
|        | Sant Fructuós                           | la Pobla de Segur                                                           | capella                |                                                                    | 42° 15′ 23″ N, 0° 57′ 25″ E / 42.25636111°N,0.95705556°E 553.4 msnm                                       |                                                      |                                               | Modifica les dades a Wikidata |
|        | Sèquia de Camps i Vinyacs               | la Pobla de Segur                                                           | séquia                 |                                                                    | |                                                      |                                               | Modifica les dades a Wikidata |
|        | canal de Sossís                         | Conca de Dalt la Pobla de Segur                                             | canal                  |                                                                    | 42° 15′ 47″ N, 1° 01′ 07″ E / 42.263023°N,1.018497°E 42° 14′ 42″ N, 0° 58′ 23″ E / 42.245067°N,0.973101°E |                                                      | Canal de Sossís                               | Modifica les dades a Wikidata |
|        | el Pui de Segur                         | la Pobla de Segur                                                           | antic assentament      |                                                                    | 42° 15′ 55″ N, 0° 57′ 17″ E / 42.2654°N,0.954603°E 670.9 msnm                                             |                                                      |                                               | Modifica les dades a Wikidata |
|        | oma de la Borda del Ros                 | la Pobla de Segur                                                           | arbre singular         | Taxon: oma (Ulmus glabra) Ample: 21.5m Alt: 25.5m Perímetre: 4.15m | 42° 15′ 48″ N, 1° 00′ 07″ E / 42.263198°N,1.001993°E ca:Borda del Ros 545 msnm                            | arbre monumental                                     | Oma de la Borda del Ros                       | Modifica les dades a Wikidata |
|        | pantà de Sant Antoni                    | Talarn Salàs de Pallars la Pobla de Segur Conca de Dalt Isona i Conca Dellà | embassament llac       | 1913 Llarg: 11km Superfície: 9.27km² Volum: 205hm³ Conca: 2070km²  | 42° 12′ 07″ N, 0° 57′ 00″ E / 42.20195°N,0.94997°E                                                        |                                                      | Pantà de Sant Antoni                          | Modifica les dades a Wikidata |